# Andriivka, Șarhorod
Andriivka (în ucraineană Андріївка) este un sat în comuna Nosîkivka din raionul Șarhorod, regiunea Vinnița, Ucraina.

## Demografie
Componența lingvistică a localității Andriivka
     Ucraineană (97,29%)
     Rusă (2,41%)
     Alte limbi (0,3%)
Conform recensământului din 2001, majoritatea populației localității Andriivka era vorbitoare de ucraineană (97,29%), existând în minoritate și vorbitori de rusă (2,41%).